# Вращающаяся дверь
Вращающаяся дверь — конструкция из, как правило, трёх или четырёх дверей, закреплённых на центральном валу и вращающихся по вертикальной оси.
Концепция вращающихся дверей периодически подвергается различной критике — от трудности в использовании до опасностей, возникающих при необходимости быстрой эвакуации из помещения.

## Установка в тамбуре
Стенки, которые ограничивают пространство вращающейся двери, являются особенным видом входного тамбура. Сама вращающаяся в тамбуре дверь является одним из видов турникета.
Вращающиеся двери помогают поддерживать в здании оптимальную температуру, предотвращая повышение или падение температуры в помещении, обладая при этом высокой пропускной способностью. Существуют и автоматические вращающиеся двери; они обычно снабжены датчиками безопасности, однако известно о как минимум одном смертельном случае, произошедшем по причине неисправной работы таких дверей. В некоторых странах (например, в Израиле) стандарты изготовления вращающихся дверей приняты на государственном уровне.
Первая вращающаяся дверь была создана германским изобретателем из Берлина Бокхакером, запатентовавшим её концепт 22 декабря 1881 года; в документах она называлась «Tür ohne Luftzug» — «дверь без сквозняка». 17 августа 1888 года американский изобретатель Теофил ван Каннель из Филадельфии получил патент на похожую конструкцию. Впервые вращающаяся дверь была установлена в 1899 году в одном из ресторанов в Манхэттене, Нью-Йорк.
Научные исследования относительно того, как вращающиеся двери помогают сберегать тепло в зданиях и так ли это на самом деле, проводятся с 1930-х годов. Различные механизмы перемещения воздуха через вращающуюся дверь в зависимости от размеров и типов таких дверей были исследованы в работе Аллгейера в 2006 году.